# Bikwaterniony
Bikwaterniony – liczby postaci {\displaystyle p\mathbf {1} +q\mathbf {i} +r\mathbf {j} +s\mathbf {k} ,} gdzie współczynniki {\displaystyle p,q,r,s} wszystkie należą do jednej z opisanych niżej „struktur quasi-zespolonych”, zaś elementy {\displaystyle \mathbf {1} ,\mathbf {i} ,\mathbf {j} ,\mathbf {k} } tworzą grupę kwaternionów ze względu na mnożenie, a zarazem są przemienne ze współczynnikami (dokonawszy odpowiednich utożsamień element {\displaystyle \mathbf {1} } zwykle pomija się w zapisie). Ze względu na rodzaj liczb pełniących rolę współczynników wyróżnia się:
- bikwaterniony (klasyczne, zwykłe), w przypadku liczb zespolonych,
- bikwaterniony podwójne, w przypadku liczb podwójnych,
- bikwaterniony dualne, w przypadku liczb dualnych.

William Rowan Hamilton, który opisał je jako pierwszy (1844), nazywał je biwektorami, ale znane są też pod nazwą kwaternionów zespolonych , co wynika z wprost z ich konstrukcji: można je uważać za kwaterniony, w których współczynniki są nie liczbami rzeczywistymi, a zespolonymi (lub quasi-zespolonymi).
Wraz z działaniami dodawania po współrzędnych oraz mnożenia zgodnego z grupą kwaternionów zbiór bikwatenionów tworzy czterowymiarową algebrę nad ciałem liczb zespolonych. Jest ona łączna, ale nie przemienna; ponadto każdy bikwaternion jest albo dzielnikiem jedynki (jednością), albo dzielnikiem zera. Z punktu widzenia algebry abstrakcyjnej są one kompleksyfikacją kwaternionów, czyli iloczynem tensorowym liczb zespolonych i kwaternionów (odpowiednio jako algebry nad sobą jako ciałem i algebry z dzieleniem nad liczbami rzeczywistymi).
Bikwaterniony wykorzystuje się podczas rozwiązywania równań Maxwella. Quasi-sfera jednostkowa bikwaternionów umożliwia reprezentację grupy Lorentza leżącej u podstaw szczególnej teorii względności.